# Resolució 1008 del Consell de Seguretat de les Nacions Unides
La Resolució 1008 del Consell de Seguretat de les Nacions Unides, adoptada per unanimitat el 7 d'agost de 1995, després de recordar les resolucions 621 (1991) i següents sobre Angola, el Consell ha debatut el seguiment d'un alto el foc i l'aplicació dels acords de pau, i va estendre el mandat de la Tercera Missió de Verificació de les Nacions Unides a Angola (UNAVEM III) fins al 8 de febrer, de 1996.
El Consell de Seguretat reitera la importància de la Accordos de Paz i el protocol de Lusaka entre el Govern d'Angola i UNITA, en els que ambdues parts havien acordat un calendari d'aplicació. El Consell va prendre nota que el procés de pau a Angola havia entrat en una nova etapa prometedora, amb creixent confiança entre les dues parts; hi havia calma a la major part del país, tot i que encara hi havia una sèrie de violacions de l'alto el foc. Els observadors de drets humans i el desplegament d'observadors militars i de policia de les Nacions Unides han contribuït de manera significativa a les condicions de seguretat al país.
El compromís de l'ambdues parts és encomiable, però hi ha preocupació per la lentitud de l'aplicació del Protocol de Lusaka, i sobretot la dissolució de les tropes, desminatge i l'establiment de zones d'aquarterament. La importància del procés electoral era preocupant i va cridar ambdues parts a establir un calendari per a la formació de nou exèrcit, un intercanvi de presoners de guerra i la repatriació de mercenaris.
Es va instar a les dues parts a posar fi a la col·locació de mines terretres i a informar dels moviments de tropes no autoritzades. Igualment també va ser important desarmar la població, la difusió d'informació objectiva a través de Radio UNAVEM i la necessitat de desplegar tota la força d'UNAVEM III tan aviat com sigui possible. Expressa la seva preocupació per la violència dels grups no afiliats i reclama mesures per desarmar-los. Les parts foren cridades a permetre l'accés a totes les instal·lacions militars per la UNAVEM III, i el govern d'Angola i UNITA també havien d'assegurar que els subministraments d'ajuda podien traslladar-se lliurement per tot el país.
la Resolució 1008 va concloure demanant posteriors contribucions dels estats membres i donants per la reconstrucció d'Angola, en particular les carreteres, i pel secretari general Boutros Boutros-Ghali que presenti un informe cada dos mesos sobre la situació al país.